# 2. československá hokejová liga 1957/1958
2. československá hokejová liga 1957/1958 byla 5. ročníkem československé druhé nejvyšší hokejové soutěže.

## Systém soutěže
Soutěže se mělo účastnit 20 týmů rozdělených do dvou skupin po 10, ale po odstoupení týmů TJ Tatran Prešov a TJ Spartak Holoubkov zbylo v každé skupině pouze 9 týmů. Ve skupině se utkaly týmy dvoukolově každý s každým (celkem 16 kol). Vítězové skupin postoupili do nejvyšší soutěže.
Poslední tým z každé skupiny sestoupil do příslušného oblastního přeboru.

## Základní část

### Skupina A
| Poř. | Tým                            | Z  | V  | R | P  | VG | OG | B  |
| ---- | ------------------------------ | -- | -- | - | -- | -- | -- | -- |
| 1.   | TJ Spartak Královo Pole        | 16 | 12 | 1 | 3  | 88 | 39 | 25 |
| 2.   | TJ Dynamo Karlovy Vary         | 16 | 8  | 2 | 6  | 87 | 65 | 18 |
| 3.   | VTJ Dukla Litoměřice           | 16 | 7  | 3 | 6  | 72 | 50 | 17 |
| 4.   | TJ Jiskra SZ Litvínov          | 16 | 8  | 1 | 7  | 73 | 74 | 17 |
| 5.   | TJ Spartak Kolín Tatra         | 16 | 7  | 3 | 6  | 54 | 61 | 17 |
| 6.   | TJ Spartak Smíchov Tatra       | 16 | 7  | 2 | 7  | 75 | 68 | 16 |
| 7.   | TJ Jiskra Havlíčkův Brod       | 16 | 7  | 0 | 9  | 44 | 78 | 14 |
| 8.   | TJ Spartak AZNP Mladá Boleslav | 16 | 5  | 1 | 10 | 53 | 69 | 11 |
| 9.   | TJ Dynamo Praha                | 16 | 4  | 1 | 11 | 46 | 88 | 9  |

### Skupina B
| Poř. | Tým                            | Z  | V  | R | P  | VG  | OG  | B  |
| ---- | ------------------------------ | -- | -- | - | -- | --- | --- | -- |
| 1.   | TJ Spartak ZJŠ Brno            | 16 | 14 | 1 | 1  | 108 | 22  | 29 |
| 2.   | TJ Spartak Moravia Olomouc     | 16 | 12 | 0 | 4  | 103 | 40  | 24 |
| 3.   | TJ Tatran Opava                | 16 | 12 | 0 | 4  | 83  | 42  | 24 |
| 4.   | TJ Červená hviezda Bratislava  | 16 | 10 | 1 | 5  | 73  | 42  | 21 |
| 5.   | TJ Dynamo Žilina               | 16 | 6  | 1 | 9  | 57  | 87  | 13 |
| 6.   | TJ Lokomotíva Tatrapíly Poprad | 16 | 5  | 2 | 9  | 61  | 92  | 12 |
| 7.   | TJ Slovan Prostějov            | 16 | 4  | 3 | 9  | 58  | 63  | 11 |
| 8.   | TJ Slávia Bratislava           | 16 | 4  | 1 | 11 | 42  | 85  | 9  |
| 9.   | TJ Sokol Těšetice              | 16 | 0  | 1 | 15 | 46  | 158 | 1  |

Týmy TJ Spartak Královo Pole a TJ Spartak ZJŠ Brno postoupily do nejvyšší soutěže.
Týmy TJ Dynamo Praha a TJ Sokol Těšetice sestoupily do příslušného oblastního přeboru.